# I've Met Jesus
I've Met Jesus är en låt av den brittiska rockgruppen Hot Leg. Musiken skrevs av Justin Hawkins och texten skrevs av Chas Bayfield, låten är gruppens debutsingel och släpptes den 15 december 2008. Låten återfinns på bandets debutalbum, Red Light Fever. På Itunes släpptes en cover på Pointer Sisters låt "Automatic" som b-sida.
På den brittiska singellistan nådde låten som bäst plats 135.

## Låtlista

### CD
1. "I've Met Jesus" (Hawkins, Bayfield) – 3:09
2. "Cupboard Love" (Hawkins) – 4:26

### Vinyl
1. "I've Met Jesus" (Hawkins) – 3:09
2. "Trojan Guitar" (Hawkins) – 5:25

### Itunes
1. "I've Met Jesus" (Hawkins) – 3:09
2. "Automatic" (Goldenberg, Walsh) – 4:02